# Малкоч, Халим
Халим Малкоч (сербохорв. Halim Malkoč; 12 августа 1917 — 7 марта 1947) — боснийский имам, оберштурмфюрер 13-й добровольческой горнопехотной дивизии СС «Ханджар» (1-й хорватской) нацистской Германии.
Первый мусульманин, награждённый Железным крестом в эпоху нацистской Германии; награду получил за подавление восстания (мятежа) в Вильфранш-де-Руэрг.

## Биография
До войны Малкоч был имамом в Боснии. После начала Апрельской войны призван в Югославскую королевскую армию. Сдался в плен немцам, в 1943 году вступил в новообразованную 13-ю добровольческую горнопехотную дивизию СС «Ханджар» и был назначен имамом 13-го горносапёрного батальона СС. В июле 1943 года он выехал из боснийского местечка Улема в Дрезден, где в течение трёх недель учился на специальных курсах, организованных группенфюрером СС Готтлобом Бергером, и почётным офицером СС Амином аль-Хусейни, великим муфтием Иерусалима. Малкоч освоил немецкий язык и изучил структуру войск СС, в рамках культурной программы он посетил Берлинскую оперу, замок Бабельсберг, Потсдам и Николайзее.
17 сентября 1943 года боснийцы, недовольные условиями обращения в дивизии, подняли открытый бунт во французском Вильфранш-де-Руэрг. Немецкий врач Вильфрид Швайгер призвал на помощь лояльных войскам СС людей, в том числе и Малкоча. Имам Малкоч уговорил бунтовщиков сдаться и сложить оружие. В октябре 1943 года его наградили за эти заслуги Железным крестом 2-го класса, а через год назначили имамом всей дивизии Ваффен-СС после того, как прежний имам Абдула Мухасилович 21 октября 1944 года сбежал к коммунистическим партизанам.
После войны Малкоч был осуждён югославским судом за сотрудничество с немецкого-фашистскими захватчиками. 7 марта 1947 года повешен в Бихаче.